# مسمار جحا
مسمار جحا هي رواية تحكي قصة اثنين باع أحدهما بيته للآخر واشترط في العقد أن يبقى بيع البيت ماعدا مسمار، ويكون له الحق في أن يأتي للمسمار كلما أحب فوافق المشتري على أساس أنه أمر وقتي، ولكنه فوجيء بحضوره كل يوم صباحاً ومساءً حتى يطمئن على المسمار حتى استاء أهل البيت من ذلك ولكنه لم يقف على فعل ذلك معللاً حقه في المسمار، وظل البائع يذهب يومياً للرجل بحجة مسماره العزيز، وكان يختار أوقات الطعام ليشارك الرجل في طعامه، فلم يستطع الرجل الاستمرار على هذا الوضع، وترك المنزل بما فيه وهرب!!
وأصبح الناس يتخذونه مثلاً يضرب عند استخدام الحجج الواهية للوصول إلى الهدف المطلوب.